# James Haggarty
James Haggarty (* 14. April 1914 in Port Arthur, Ontario; † 8. März 1998) war ein kanadischer Eishockeyspieler, der unter anderem für die Canadiens de Montréal in der National Hockey League gespielt hat.  

## Karriere
James Haggarty begann seine Karriere als Eishockeyspieler in seiner Heimatstadt, in der er von 1932 bis 1935 für die Port Arthur Ports bzw. Port Arthur Bearcats aktiv war. Von 1935 bis 1939 spielte er in Großbritannien für die Wembley Canadians bzw. Wembley Monarchs, wobei er 1936 als Gastspieler zu seinem ehemaligen Team, den Bearcats, zurückkehrte, mit denen er Kanada bei den Olympischen Winterspielen repräsentierte. Von 1939 bis 1942 lief er für die Montreal Royals auf, wobei er die Saison 1941/42 bei den Canadiens de Montréal in der National Hockey League beendete. In insgesamt acht NHL-Partien für die Canadiens erzielte er drei Tore und zwei Vorlagen. Während des Zweiten Weltkriegs diente er in der Royal Canadian Air Force und spielte von 1942 bis 1945 für diverse Militärmannschaften. Zuletzt stand er von 1945 bis 1950 für die Montreal Royals und Valleyfield Braves auf dem Eis. 

### International
Für Kanada nahm Haggarty an den Olympischen Winterspielen 1936 in Garmisch-Partenkirchen teil, bei denen er mit seiner Mannschaft die Silbermedaille gewann.

## Erfolge und Auszeichnungen
- 1936 Silbermedaille bei den Olympischen Winterspielen